# Burkartia
Burkartia é um género botânico pertencente à família Asteraceae.